# 昭和島
昭和島（しょうわじま）は、東京都大田区にある、東京湾岸を埋め立てて造成した人工島であり、同区の町名である。現行の行政地名は昭和島一丁目及び昭和島二丁目。埋立地名は京浜第3区埋立地。人口は0人である。

## 概要
大田区の東部に位置する。地域北部は平和島と、地域東部は京浜島と、地域南部は羽田空港と、地域西部は大森東・大森南と、大田区内の他地区と隣接している。
東部の京浜島との間を京浜運河が、西部の大森東・大森南の間を勝島運河がそれぞれ流れている。
地域内の多くは工業用地で、鉄工所が多く密集しており、工業団地を形成している（羽田鉄工団地）。
東京都下水道局の森ヶ崎水再生センターがあり、屋上にはコアジサシの人工営巣地が設けられているほか、島内にはハクビシンが棲息している。

## 年表
- 1939年1月31日 - 京浜第3区埋立地として免許取得（事業主体は東京都）。
- 1967年7月18日 - 完全竣工。
- 1967年9月30日 - 大田区に編入。
- 1967年10月20日 - 当地の町名が「昭和島」に確定。
- 1968年4月15日 - 住居表示実施。
- 1985年2月7日 - 東京モノレール羽田線（現：東京モノレール羽田空港線）昭和島駅開業。

竣工面積：616,044m2

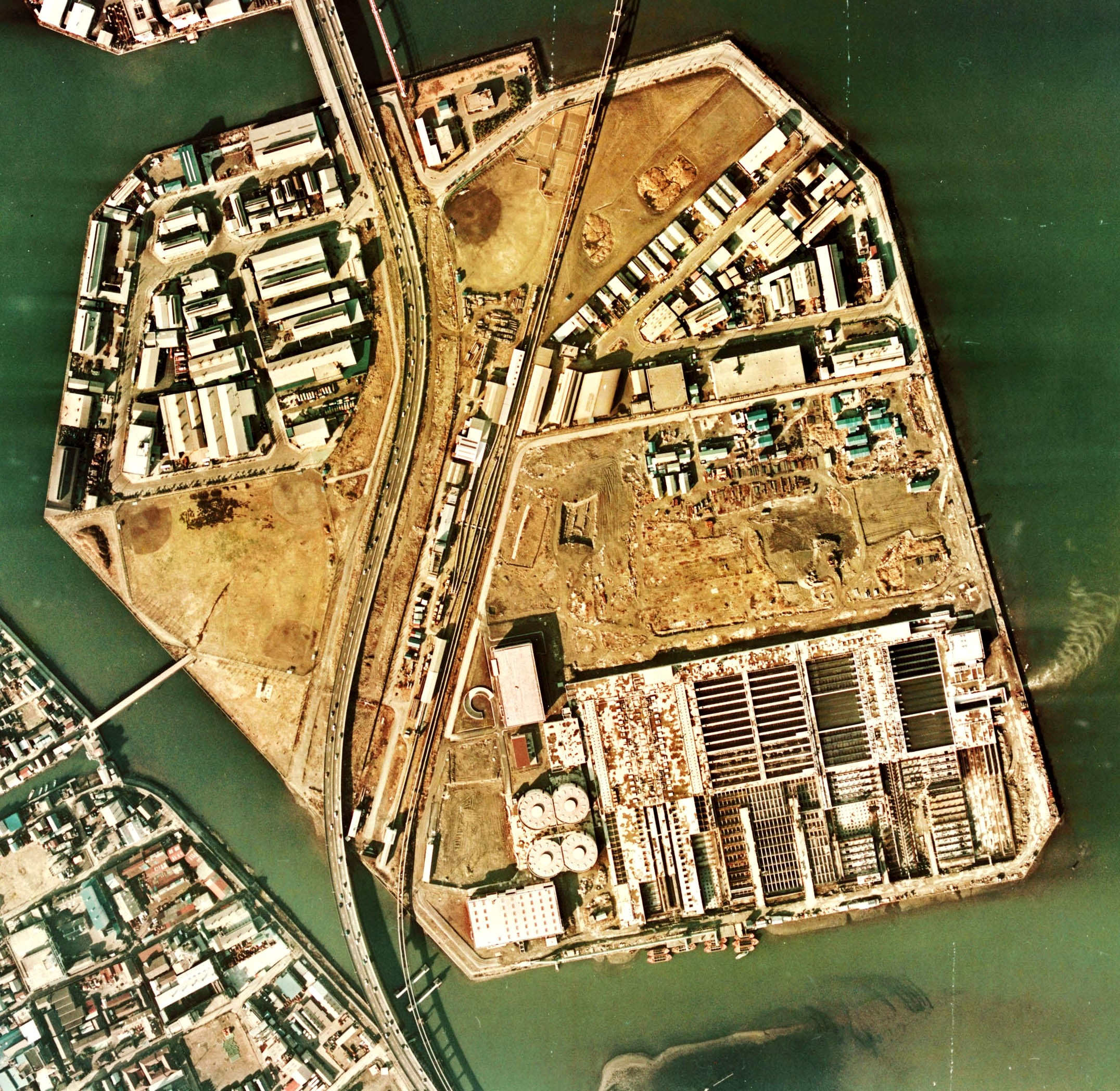
昭和島付近の航空写真（1974年撮影）。まだ造成中の地域が多い。国土交通省 国土地理院 地図・空中写真閲覧サービスの空中写真を基に作成。
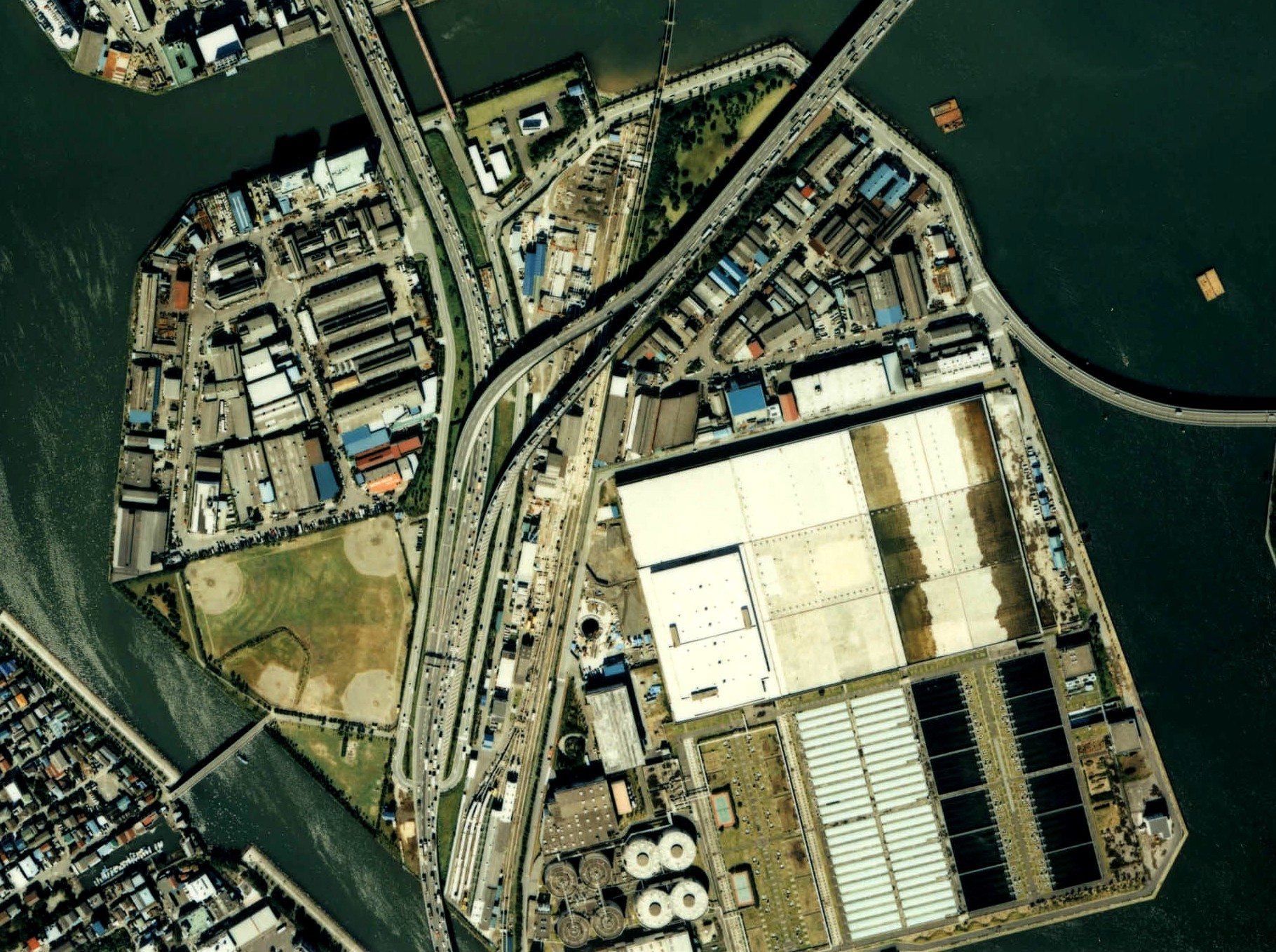
昭和島付近の航空写真（1989年撮影）。1974年に比べ開発も進んでいるのが確認できる。国土交通省 国土地理院 地図・空中写真閲覧サービスの空中写真を基に作成

## 地域内の町名
- 昭和島一丁目…地域西部。首都高速1号羽田線を境にした西側の地域。羽田鉄工団地の第1地区として鉄工所が集まっている。地域南部には大田区営昭和島野球場があり、大森東避難橋が架かっている。
- 昭和島二丁目…地域東部。首都高速1号羽田線を境にした東側の地域。羽田鉄工団地の第2地区として鉄工所が集まっている。他に東京モノレール昭和島駅と車両基地がある。また、東京空港交通羽田事業所もある。地域北部には昭和島二丁目公園が、地域南部には東京都下水道局森ヶ崎水再生センター（下水処理場）がある。

## 地域内の公園

### 昭和島二丁目公園
昭和島二丁目公園（しょうわじまにちょうめこうえん）は、当地域北部にある公園。首都高速道路の下に広がる公園で、園内では緑地のほかにテニスコート、多目的広場（少年サッカー場兼フットサル場）がある公園となっている。都立海上公園の昭和島北緑道公園が2016年4月1日付で大田区に移管された公園である。
- 開園年月日：1975年12月1日
- 面積：24,633.55m2
- アクセス：東京モノレール羽田空港線・昭和島駅から徒歩5分。このほか大森駅よりバス（京急バス）「昭和島二丁目」バス停下車すぐ。

### 昭和島南緑道公園
昭和島南緑道公園（しょうわじまみなみりょくどうこうえん）は、当地域南部にある昭和島運動場（大田区の管轄）に隣接する公園。昭和島運動場の隣にある広場のほか、広場へ行く遊歩道などからなっている（いずれの利用も無料）。都立海上公園が2012年4月1日付で大田区に移管された公園である。
- 開園年月日：1975年12月1日
- 面積：3,218.94m2
- アクセス：東京モノレール羽田空港線・昭和島駅から徒歩5分。このほか大森駅よりバス（京急バス）「昭和島グランド前」バス停下車徒歩2分。

## 学区
現在居住者はないが、区立小・中学校に通う場合、学区は以下の通りとなる（2023年3月時点）。
| 丁目         | 番地 | 小学校             | 中学校                 |
| ------------ | ---- | ------------------ | ---------------------- |
| 昭和島一丁目 | 全域 | 大田区立中富小学校 | 大田区立大森第一中学校 |
| 昭和島二丁目 | 全域 | 大田区立中富小学校 | 大田区立大森第一中学校 |

## 事業所
2021年（令和3年）現在の経済センサス調査による事業所数と従業員数は以下の通りである。
| 丁目         | 事業所数 | 従業員数 |
| ------------ | -------- | -------- |
| 昭和島一丁目 | 36事業所 | 1,112人  |
| 昭和島二丁目 | 40事業所 | 1,326人  |
| 計           | 76事業所 | 2,438人  |

### 事業者数の変遷
経済センサスによる事業所数の推移。
| 年                 | 事業者数 |
| ------------------ | -------- |
| 2016年（平成28年） | 80       |
| 2021年（令和3年）  | 76       |

### 従業員数の変遷
経済センサスによる従業員数の推移。
| 年                 | 従業員数 |
| ------------------ | -------- |
| 2016年（平成28年） | 2,359    |
| 2021年（令和3年）  | 2,438    |

## 交通

### アクセス
地域東部の京浜島とは京和橋、北部の平和島とは南海橋、地域西部の大森東とは大森東避難橋（人道橋）でそれぞれ繋がっている。
アクセスは道路の場合は上記の3ルート、他には後述のモノレールやバスがある。

### 道路
地域内を首都高速道路の1号羽田線と湾岸分岐線が通っており、両高速道路は当地域内の昭和島ジャンクションで分合流している。地域内に出入口は設置されておらず、周辺の平和島出入口や大井南出入口が最寄りとなる。

### 鉄道・バス
鉄道は東京モノレール羽田空港線の昭和島駅がある。この他東海道貨物線が地下を通っているが、地域内に駅はない。バス路線は大森駅から京浜急行バスの路線が出ているが朝夕の通勤時間帯を除き、日中は1時間に1本程度である。

## その他

### 日本郵便
- 郵便番号 : 143-0004[2]（集配局 : 大森郵便局[10]）。